# Holger Tappe
Holger Tappe (* 1. Dezember 1969 in Hannover) ist ein deutscher Filmproduzent und -regisseur von Animationsfilmen.

## Leben
Holger Tappe absolvierte seine Ausbildung an der Berliner Fotofachschule Lette-Verein und studierte dann an der Fachhochschule Hannover Design für neue Medien. Er drehte unter anderem Werbespots. Dann gründete er mit Stefan Mischke die Filmproduktionsgesellschaft Ambient Entertainment und produzierte und inszenierte mit dem Erstlingswerk Back to Gaya in 2004 den ersten CGI-Spielfilm, der in Deutschland hergestellt wurde.

## Filmografie
- 2004: Back to Gaya
- 2006: Urmel aus dem Eis
- 2008: Urmel voll in Fahrt
- 2010: Konferenz der Tiere
- 2012: Das Geheimnis von Schloss Balthasar
- 2013: Tarzan 3D
- 2015: Das Zeitkarussell
- 2017: Happy Family
- 2021: Happy Family 2